# Camagna Monferrato
Camagna Monferrato är en ort och kommun i provinsen Alessandria i regionen Piemonte i Italien. Kommunen hade 494 invånare (2018).